# Hala Wardé
Hala Wardé, (Beiroet, 1 december 1965) is een Frans-Libanese architecte. Zij leidt het bureau HW Architecture, dat ze in 2008 in Parijs heeft opgericht.

## Biografie

### Jeugd en opleiding
Hala Wardé werd geboren in 1965 in Beiroet, Libanon. Op 20-jarige leeftijd verliet ze haar land om de Libanese Oorlog te ontvluchten en haar studie voort te zetten.
Ze ging naar de École spéciale d'architecture (ESA) in Parijs in 1986. Daar studeerde zij bij stadsfilosoof Paul Virilio, die haar mentor zou worden. Voor haar was "het atelier van Virilio aan de École spéciale d'architecture een plaats van bewustzijnsontwaking en openbaringen. In een diep mystieke zin. De mensen kwamen met passie luisteren naar Paulus, een ervaring die zowel geestelijk als pedagogisch was. [...] Een unieke en totaal nieuwe visie op de wereld".
Ze bezocht ook de ateliers van Bernard Tschumi, Richard Peduzzi en ten slotte Jean Nouvel met wie ze later zou samenwerken.

### Carrière
Tijdens haar vierde studiejaar nodigde Jean Nouvel, die Hala Wardé als zijn "beste studente, de meest levendige en bereidwillige" beschouwde, haar uit om bij zijn bureau te komen werken. In 1989, zodra ze afgestudeerd was, ging ze aan de slag bij de architect van het Arab World Institute.
Hun samenwerking werd steeds intensiever totdat Hala Wardé in 1999 partner werd. Daarna raakte ze betrokken bij grote projecten in Europa, Azië, het Midden-Oosten en de Verenigde Staten. In 2003 gaf Jean Nouvel haar de opdracht een nieuw winkel- en kantorencomplex te ontwerpen, One New Change, achter Saint Paul's Cathedral in Londen.

### Het Louvre Abu Dhabi
In 2008 richtte Hala Wardé haar eigen bureau op, HW Architecture, in Parijs. Nouvel was net uitgekozen om het Louvre Abu Dhabi te bouwen en werkte daarin samen met Wardé. Zij leidde het project van concept tot oplevering in 2017. De twee architecten werkten nauw samen: "Jean is de ontwerper, hij is degene die met het idee komt, met precieze, definitieve elementen. Zijn eerste woorden zijn het belangrijkst, zij begeleiden mij tot het einde, tot de bouwplaats". Haar dubbele westerse en oosterse cultuur en haar vermogen om zich uit te drukken in het Engels, Arabisch en Frans zorgden voor vlotte uitwisselingen met de leiders van de emiraten.

## Projecten
Met HW Architecture ontwikkelt Hala Wardé zelfstandige projecten, particuliere woningen en bedrijven. Zij was ook verantwoordelijk voor de installatie van de huizen en de school van Villejuif van Jean Prouvé in het kader van de Internationale Beurs voor Hedendaagse Kunst. In 2019 ontwierp zij de scenografie voor de hedendaagse kunsttentoonstelling Visible / Invisible in het Domaine de Trianon.